# NGC 4352
NGC 4352 é uma galáxia lenticular (S0) localizada na direcção da constelação de Virgo. Possui uma declinação de +11° 13' 04" e uma ascensão recta de 12 horas, 24 minutos e 04,9 segundos.
A galáxia NGC 4352 foi descoberta em 15 de Março de 1784 por William Herschel.